# Oxytropis viae-amicitiae
Oxytropis viae-amicitiae là một loài thực vật có hoa trong họ Đậu. Loài này được Vassilcz. miêu tả khoa học đầu tiên.